# Iurtă

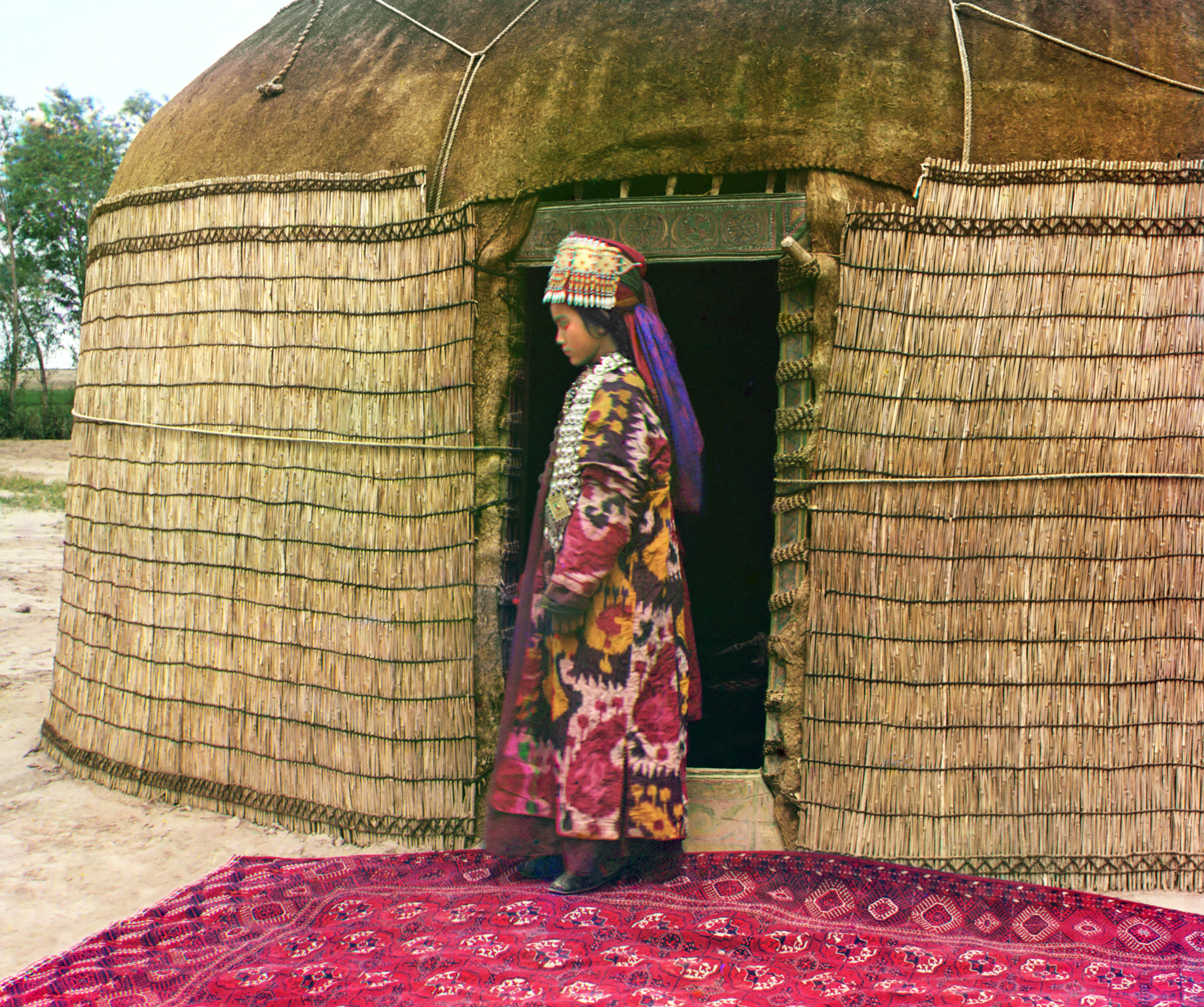
Femeie turkmenă la intrarea unei iurte în 1913, fotografie de Serghei Prokudin-Gorskii

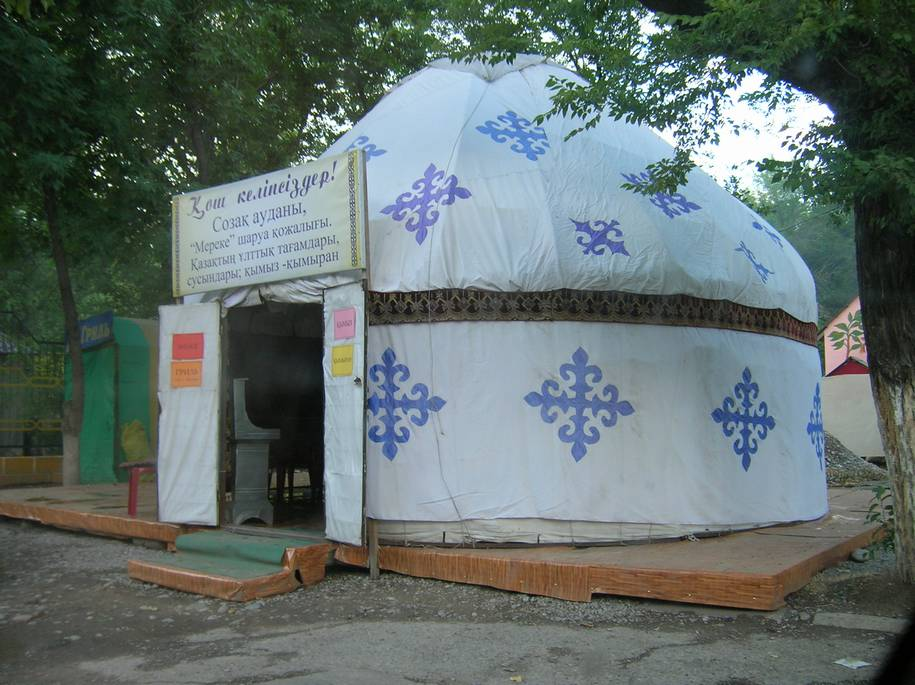
Iurtă din Șimkent, Kazahstan, folosită drept cafenea

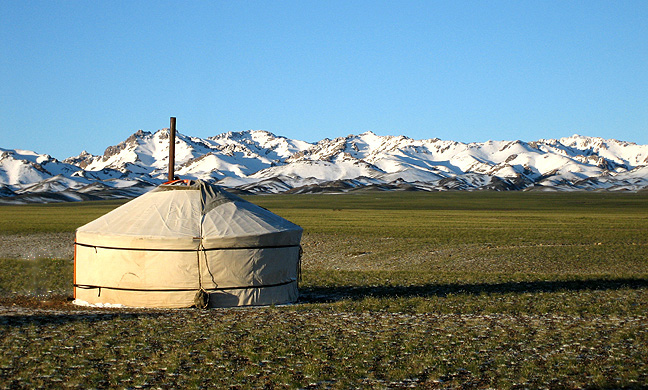
Iurtă mongolă

Iurta este o structură portabilă din zăbrele din lemn, acoperită cu pâslă, utilizată în mod tradițional de popoarele nomade din stepele Asiei Centrale. 

## Etimologie și sinonime
Cuvântul iurtă își are originea într-un cuvânt turcic, care desemnează urma lăsată pe pământ de un cort care a fost mutat, putând în unele circumstanțe să semnifice și patria, relațiile de rudenie sau drepturile de proprietate feudală ale unei anumite persoane. „Iurtă” poate fi folosit în legătură cu modul de locuire în corturi numai în alte limbi decât cele turcice. În turca modernă, cuvântul „iurtă” este folosit ca un sinonim pentru „patrie”. „Iurtă”, înțeles ca structură de locuit, a intrat în limbile europene prin intermediul limbii ruse, unde se folosește cuvântul юрта (iurta) pentru a desemna respectiva structură. 
Kazahii folosesc pentru desemnarea cortului de tip iurtă cuvântul киіз үй (transliterat kïiz üy), care se traduce prin „casă din pâslă”. Kîrgîzii folosesc cuvântul боз үй (transliterat: boz üy), care se traduce prin „casă cenușie”, din cauza culorii acoperământului cortului. Turkmenii folosesc atât cuvântul ak öý cât și gara öý, traduse prin „casă albă”, respectiv „casă neagră”, funcție de gradul de confort și eleganță a construcției. Mongolii folosesc pentru desemnarea iurtei cuvântul гэр (gher), afganii kherga, jirga ori ooee. Pakistanezii o numesc gher (گھر), indienii – ghar (घर), care se traduce prin „casă”. Iranieinii numesc iurta xeyme (خیمه), iar tadjicii folosesc mai multe denumiri, și anume: юрт, хонаи сиёҳ, хайма „yurt”, „xona-i” „siyoh”, „xayma””. 

## Construcția
Iurtele tradiționale sunt formate dintr-un schelet din lemn, acoperit cu pâslă. Pâsla este obținută din lâna oilor nomazilor. Lemnul folosit pentru construcția structurii de susținere este cumpărat din alte regiuni decât cele ale stepelor, unde nu cresc arbori. 
Scheletul este format dintr-unul sau mai multe ziduri din șipci, o ramă pentru ușă, grinzi pentru acoperiș și o coroană. Unele tipuri de iurte au unul sau mai mulți stâlpi care susțin coroana. Structura autoportantă din lemn este acoperită cu bucăți de pâslă. In funcție de posibilități, pâsla poate fi acoperită cu carton asfaltat sau alte materiale rezistente. Structura este rigidizată cu ajutorul legăturilor din funii sau panglici. Structura este comprimată de greutatea acoperișului și, uneori, suplimentar cu o greutate atârnată de centrul acoperișului. 

Iurta este astfel concepută încât să fie demontată în bucăți mari, transportată cu ajutorul cămilelor sau iacilor și să fie reconstruită într-o nouă locație. 

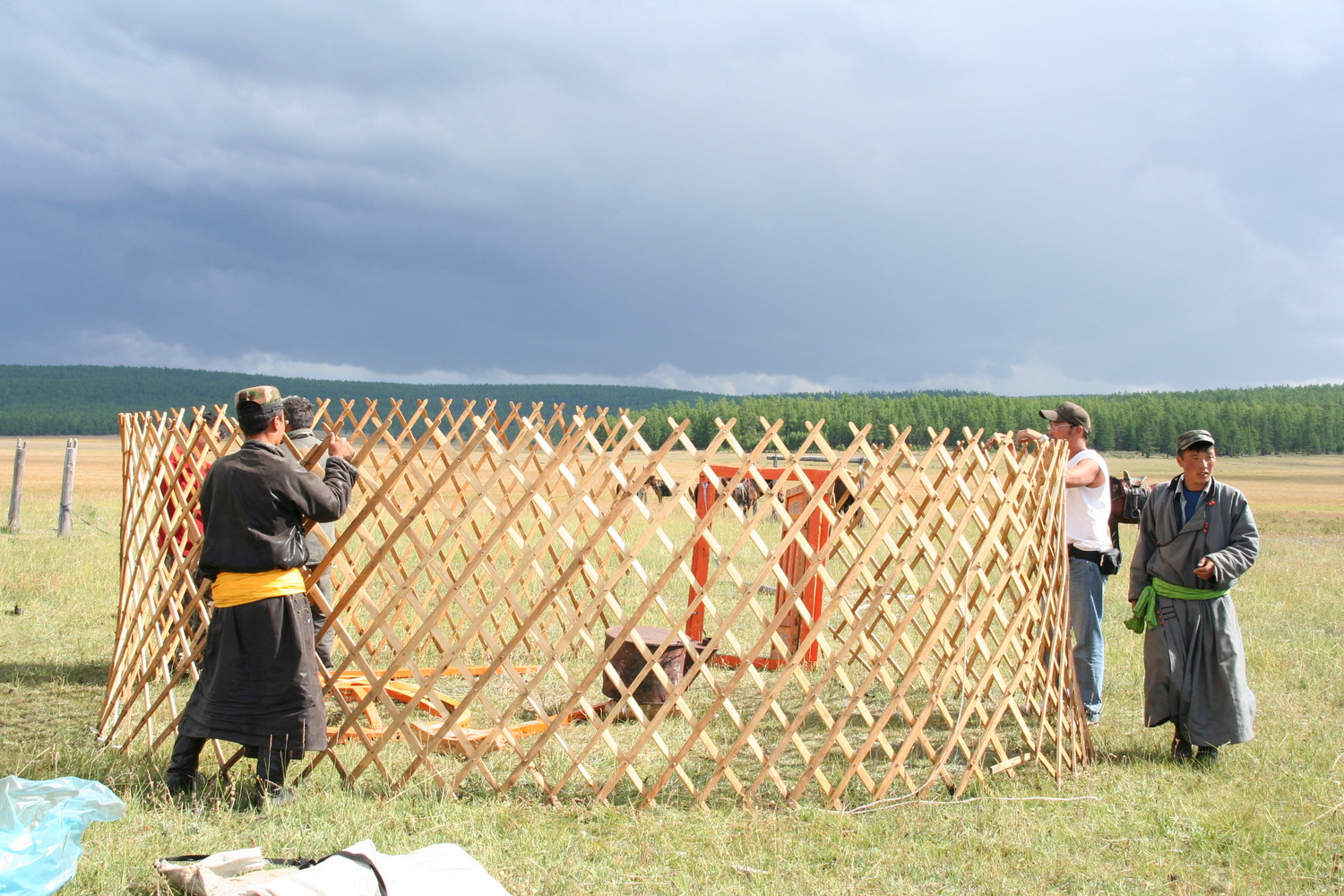
Iurta mongolă: se începe cu pereţii şi uşa
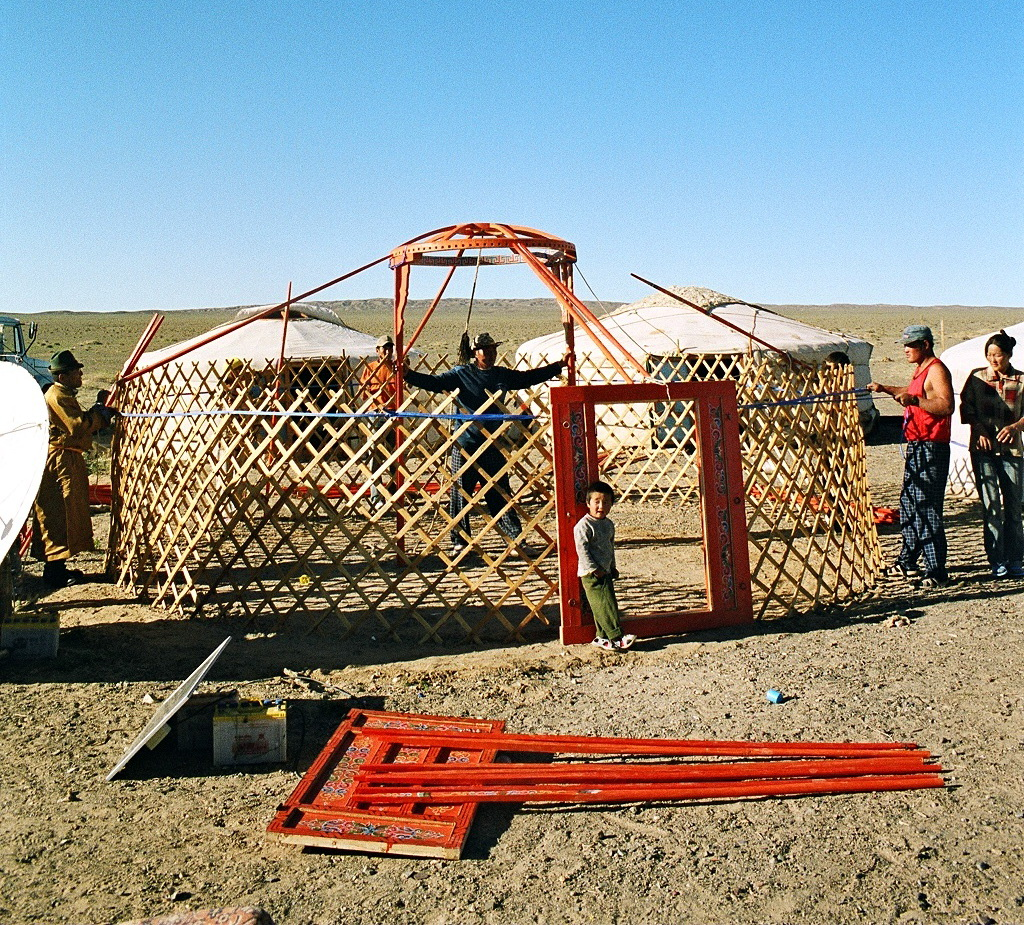
Iurta mongolă: se montează căpriorii
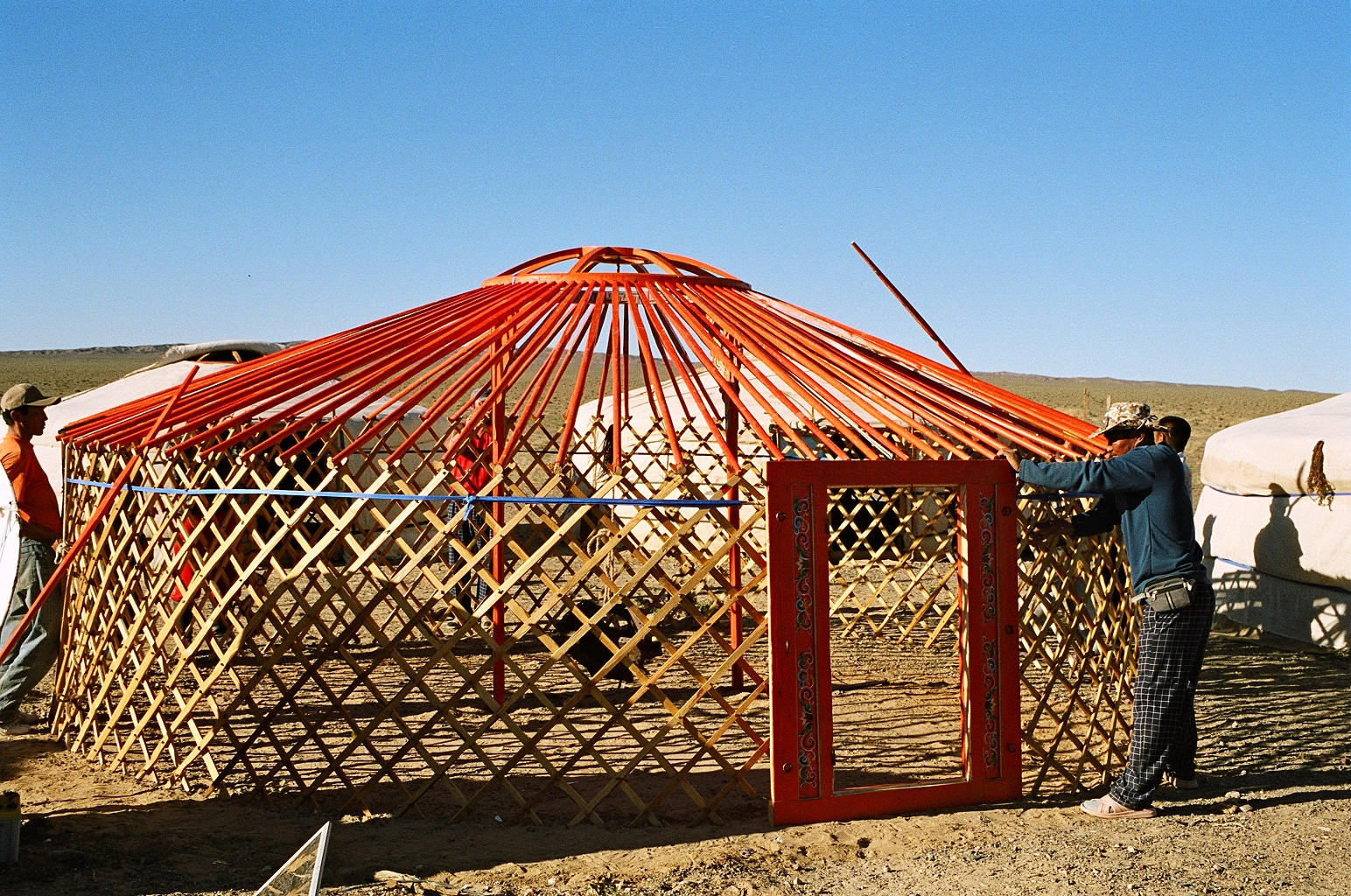
Iurta mongolă: se montează stâlpii
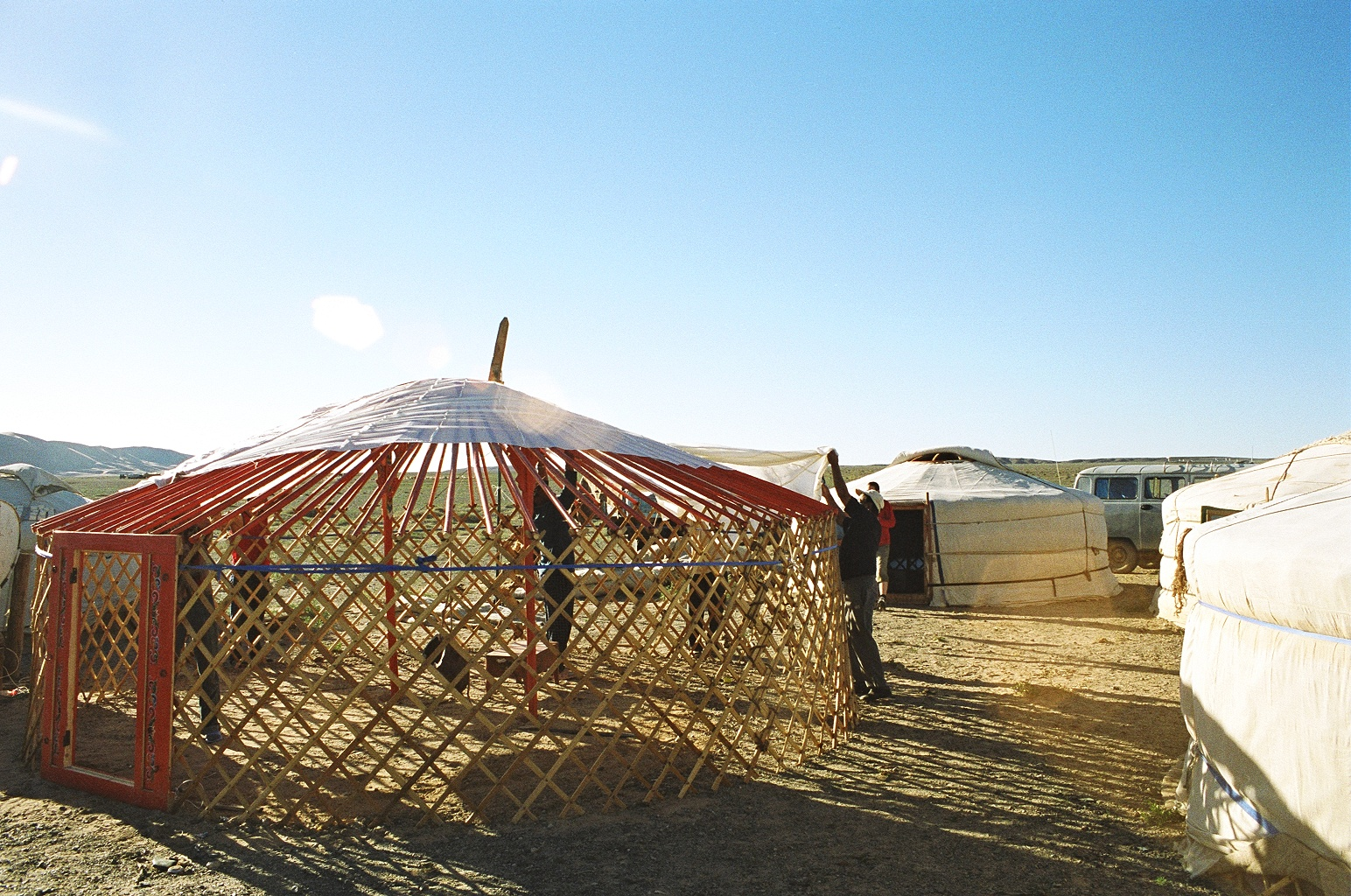
Iurta mongolă: se montează o pânză subţire pentru acoperiş
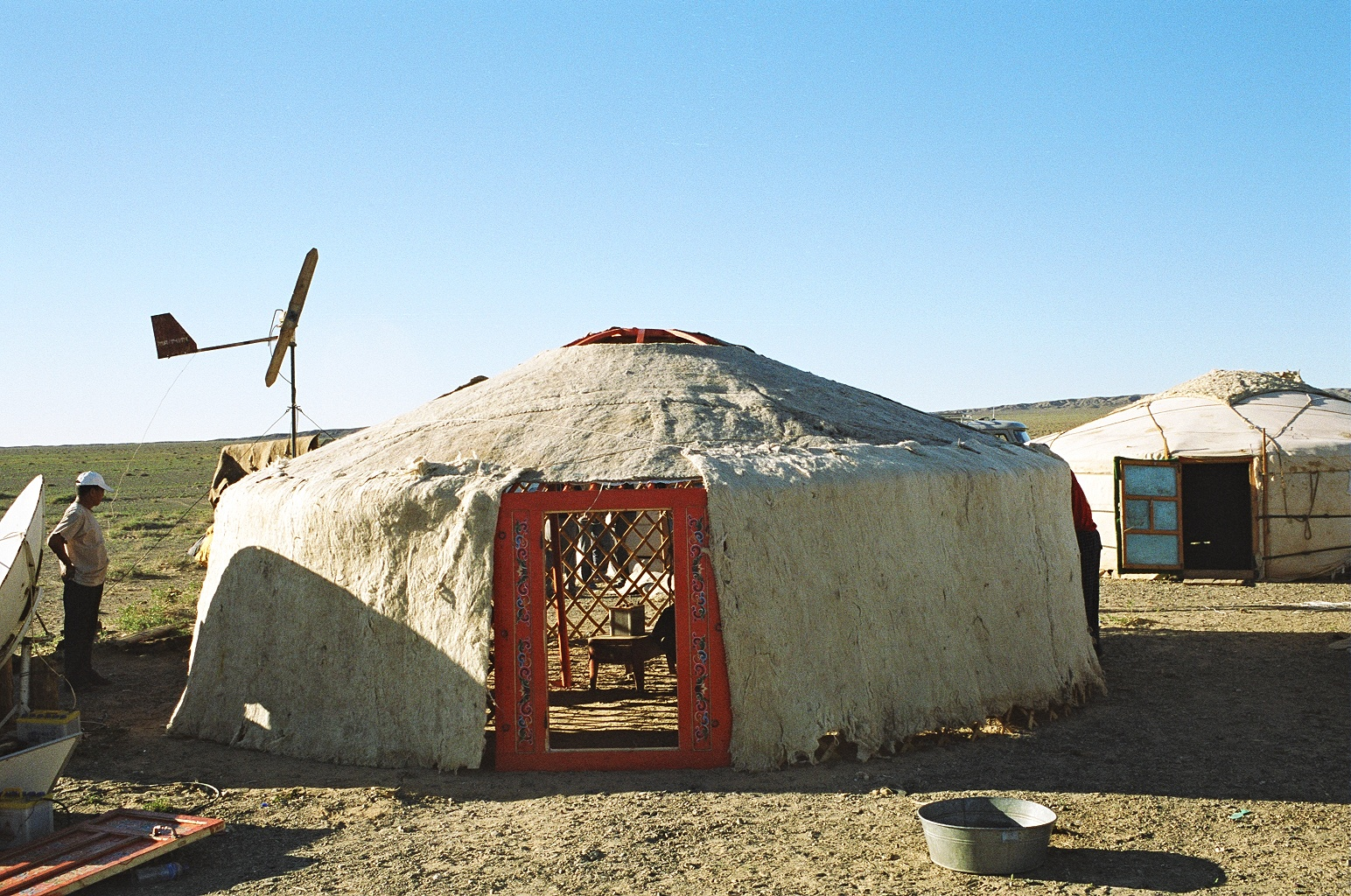
Iurta mongolă: se adaugă pâsla
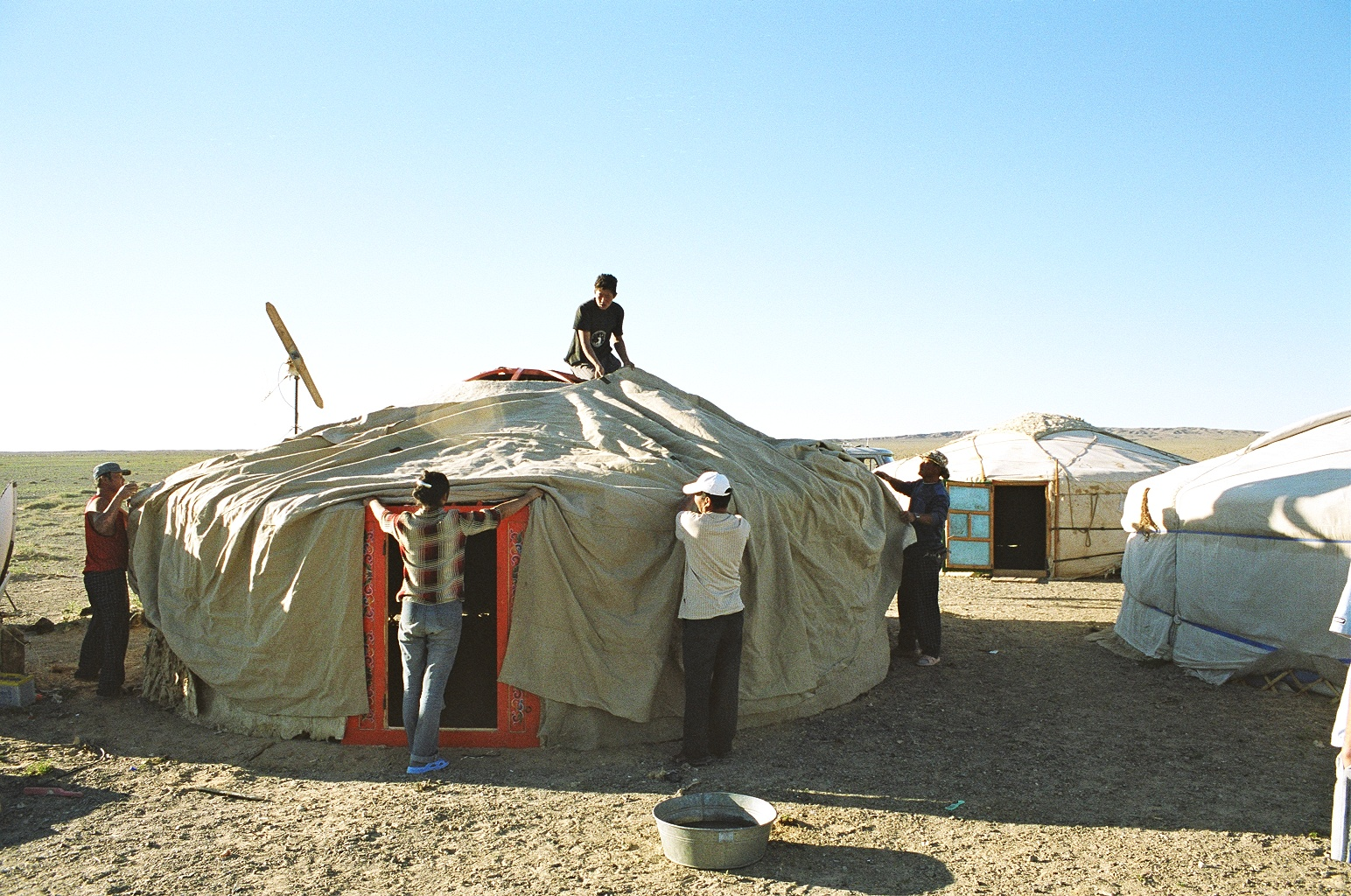
Iurta mongolă: se acoperă pâsla
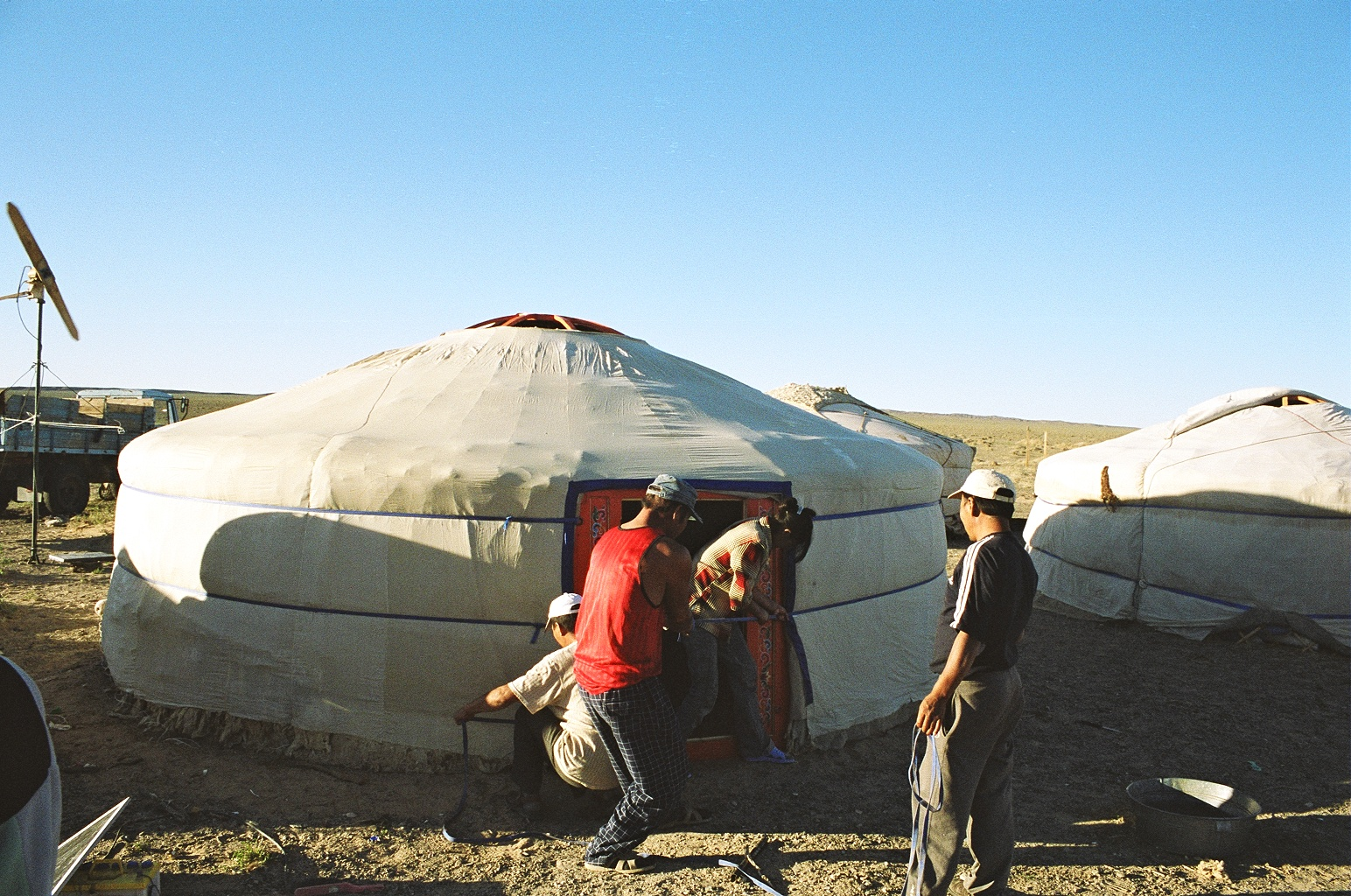
Iurta mongolă: se rigidizează structura cu legături de frânghie şi se finisează